# Alphonse Saglio
Pour les articles homonymes, voir Saglio (homonymie).
Pour les autres membres de la famille, voir Famille Saglio.
Pierre-François-Alphonse Saglio (22 mai 1812, Strasbourg - 17 décembre 1875, Paris), est un homme politique français.

## Biographie
Fils de Florent Saglio et gendre de Théodore Humann, il fit son droit à Paris, et devint en 1838 auditeur au conseil d'État, puis maître des requêtes. 
Conseiller général, il fut élu député du 4e collège du Bas-Rhin (Saverne), le 9 juillet 1842 et le 1er août 1846. Il prit place au centre et devint secrétaire de la Chambre au mois d'août 1846. 
Rendu à la vie privée par la Révolution française de 1848, il rentra à Strasbourg et ne reparut sur la scène politique qu'après la guerre de 1870. 
Élu, le 8 février 1871, représentant du Bas-Rhin à l'Assemblée nationale, il vota contre la paix, et se retira avec ses collègues du Haut-Rhin, du Bas-Rhin et de la Moselle, après le vote à l'Assemblée. 
Il fut élu conseiller d'État par l'Assemblée nationale, le 22 juillet 1872.